# Phaenops knoteki
Phaenops knoteki es una especie de escarabajo joya del género Phaenops, orden Coleoptera. Fue descrita por Reitter en 1898.
La especie se mantiene activa entre abril y agosto, siendo junio y julio los meses donde presenta mayor actividad. Las larvas son parásitos que perforan la corteza de los tallos y ramas de árboles.

## Descripción
Mide 7-10 mm de longitud, con una media de 9,0 mm.

## Distribución
Se distribuye por Francia, Grecia, Polonia, Austria, Bosnia y Herzegovina, Italia y Rumania.